# ディナードレス
ディナードレスとは、晩餐会用のドレスであり略式のイブニングドレスのことである。
襟ぐりが小さく、袖つきで、スカートも大げさでなく長めのもの。本式のイブニングドレスの豪華さに比べ、粋さとシックを表現している。